# Matt Duchene
Matt Duchene (Haliburton, Ontario, 16 de enero de 1991) es un jugador profesional canadiense de hockey sobre hielo que se desempeña en la posición de centro en Dallas Stars, equipo de la National Hockey League (NHL).

## Carrera
Fue seleccionado en la primera ronda en la NHL Entry Draft de 2009. Hizo su debut en la NHL con el equipo Colorado Avalanche, en el cual jugó nueve temporadas (2009-2017), después pasó por varios equipos, Ottawa Senators (2017-2018), Columbus Blue Jackets (2018-2019), Nashville Predators (2019-2023), y finalmente a Dallas Stars, donde lleva jugando una temporada.